# THE・サンデー
『The・サンデー』（ざ・さんでー、英称：The Sunday）は、日本テレビ系列（NNS加盟局）で1989年10月1日から2008年9月28日まで毎週日曜朝に生放送されていた情報番組である。本番組終了後にリニューアルが行われ、『TheサンデーNEXT』として2011年3月まで放送されていた。

## 概要
日曜9:30に放送されていた『週刊文珍』を事実上拡大して始まったのが当番組である。1時間25分の番組の為、初期は他系列の番組を放送していた系列局が多かったが、段階的にネット局が増え、1993年10月3日のテレビ大分ネット開始で最大の29局ネットとなった。
当初は、TBS系列（毎日放送制作）の情報ドキュメンタリー『中村敦夫の地球発22時』で司会を務めていた中村敦夫をメインキャスターに据えた硬派な情報番組としてスタートしたが、視聴率は伸び悩んだ。その後視聴率は持ち直したものの、中村の政界進出に伴い、1992年9月いっぱいで勇退。10月からは徳光和夫が司会となる。
1996年に放送時間を30分拡大するとともにスタッフを一新してからは、ワイドショー的な演出手法を取り入れ、芸能コーナーも設置。また、熱狂的なプロ野球・読売ジャイアンツファンとしても知られる徳光と、元巨人で日テレ野球解説者の江川卓との「激論バトル」がスポーツコーナーの大半を占めるようになった（一時期、この2人に加えてこちらも巨人OBの元木大介を入れた3人でバトルを繰り広げたこともあった。なお、元木は引退後巨人のヘッドコーチに就任する以前はTBSラジオの野球解説者やタレントとして活躍していた）。
また1997年以降、北朝鮮による日本人拉致の疑惑が再燃し始めてからは、ニュースコーナーにて北朝鮮に関する情報をレギュラーコーナー同然に取り扱ってきた。特に朝鮮中央テレビの番組内容や北朝鮮国内の潜入取材映像をほぼ毎週放送していた。
1998年から2004年までは、最高20%、平均17% - 18%と他局を圧倒していた。ワイドショー路線を継続したが、読売ジャイアンツの人気低迷に伴い、2005年頃からは番組構成を変え、スポーツコーナーを縮小、得に社会的関心の高い事件を扱うニュース部分を拡充していた。その一方で、2007年以降はものまね関係を中心にお笑いタレントを多数起用するなど、軟派路線へと転換していた（下欄、歴代コーナー参照）。
スポンサーは2004年3月までは前半はネット枠（4分30秒+3分）、後半はローカル枠だったが、4月から最終回までは放送開始から8:20頃までは4分30秒のネット枠、8:30頃からはローカル枠、9:30頃から9:48までは3分のネット枠の流れとなっている。
ハイビジョン番組となっていたが、実質的にハイビジョン画質で放送しているのはスタジオと天気予報だけで、VTRは標準画質映像にサイドパネルを付けたものとなっていた。これはハイビジョンで取材したニュース映像も同様であるが、その理由としてVTR編集室の設備がハイビジョン対応になっていないためであった。これは平日午後に放送されていた『ザ・ワイド』と共通していた。
2008年9月28日放送をもって19年間続いたこのタイトルでの放送にピリオドを打ち、翌10月5日からはこのタイトルにNEXTを付記した『TheサンデーNEXT』としてリニューアルされた。終了時点の総合司会のうち、徳光は続投するが、もう1人の馬場並びにコメンテーターの江川が勇退し、馬場の後任として彼女の後輩である佐藤良子が登板。放送時間もこれまでより25分短縮される。

## 出演者

### 歴代司会・芸能・スポーツコーナー
| 期間      | 期間       | 司会     | 司会         | 芸能       | スポーツ   |
| 期間      | 期間       | メイン   | アシスタント | 芸能       | スポーツ   |
| --------- | ---------- | -------- | ------------ | ---------- | ---------- |
| 1989.10.1 | 1990.9.30  | 中村敦夫 | 木村優子     | （不在）   | 加藤明美   |
| 1990.10.7 | 1992.9.27  | 中村敦夫 | 木村優子     | （不在）   | 永井美奈子 |
| 1992.10.4 | 1995.3.26  | 徳光和夫 | 永井美奈子   | （不在）   | 笛吹雅子   |
| 1995.4.2  | 1996.3.31  | 徳光和夫 | 永井美奈子   | （不在）   | 関谷亜矢子 |
| 1996.4.7  | 1996.9.29  | 徳光和夫 | 永井美奈子   | 大神いずみ | 関谷亜矢子 |
| 1996.10.6 | 1999.3.28  | 徳光和夫 | 関谷亜矢子   | 大神いずみ | 松本志のぶ |
| 1999.4.4  | 1999.9.26  | 徳光和夫 | 関谷亜矢子   | 馬場典子   | 松本志のぶ |
| 1999.10.3 | 1999.12.26 | 徳光和夫 | 松本志のぶ   | 馬場典子   | 松本志のぶ |
| 2000.1.9  | 2005.3.27  | 徳光和夫 | 松本志のぶ   | 古市幸子   | 馬場典子   |
| 2005.4.3  | 2005.9.25  | 徳光和夫 | 馬場典子     | 森圭介     | 森麻季     |
| 2005.10.2 | 2006.6.25  | 徳光和夫 | 馬場典子     | 山田玲奈   | 森麻季     |
| 2006.7.2  | 2007.3.25  | 徳光和夫 | 馬場典子     | （不在）   | 森麻季     |
| 2007.4.1  | 2008.9.28  | 徳光和夫 | 馬場典子     | （不在）   | （不在）   |

備考
- 松本は2000年3月まで『独占SPORTS』と兼務。
- 古市は2001年10月から2002年3月まで『ニュースサンデー』と兼務。

### タカの目情報局
- 高尾友行（スポーツ報知）：1996年4月から。北海道転勤のため、2004年頃に一時降板。2005年10月に本社復帰に伴い番組に復帰したが、2006年3月頃から番組自体が芸能単体のコーナーを設けなくなったことから、事実上降板した。

### コメンテーター

#### レギュラー
- 桂文珍：初期レギュラー。セールス上の前番組『週刊文珍』からの移動。中村敦夫司会時代のみの登板（1991年3月、よみうりテレビ・土曜朝の『ウェークアップ!』司会を務める為、卒業）。
- 渡辺正行：卒業された桂文珍の後継。中村敦夫司会時代のみの登板。
- 久能靖（当時日本テレビ報道局）：メインコメンテーター
- 江川卓（元プロ野球投手、日本テレビプロ野球解説者）：1992年10月より。実質的なメインコメンテーター。一時期はスポーツの話題のみ登場し番組全体に登場していなかったが、2008年4月からは再び番組全体通しでの出演に戻っていた。

#### ゲスト
- 井筒和幸（映画監督）
- 関口照生（写真家）
- 渡邉美樹（ワタミ社長、学校法人郁文館夢学園理事長）
- 小松成美（ノンフィクションライター）
- 室井佑月（作家）
- 高田延彦（髙田道場代表）
- 安田愛（元NFLチアリーダー、インストラクター）
- 松原千明
- 奥村愛（バイオリニスト）
- 河上和雄（弁護士）
- 有田芳生（ジャーナリスト）
- 篠沢秀夫
- 藤本義一
- 三本和彦
- 篠原勝之（ゲージツ家）
- 弘兼憲史（漫画家）
- 島朗（棋士）
- 舞の海秀平（元力士）
- 江川紹子
- 秋野暢子（女優）
- リサ・ステッグマイヤー（タレント）
- 渡辺えり（女優）
- 鈴木重子
- 花田紀凱
- 諸星裕
- 丸山和也（参議院議員）
- 北村晴男（弁護士）
- 東国原英夫（当時宮崎県知事）
- 森永卓郎（経済アナリスト）
- 木下博勝（内科医）
- 香山リカ（精神科医）
- 高木美保（女優）
- 村主章枝（フィギュアスケート選手）
- 兵藤ゆき

### リポーター
- 柴田かおる
- 所太郎
  - テレビ朝日『スーパーモーニング』のリポーターも務める。
- 國友真由美
- 元木大介（元プロ野球選手で、プロ野球解説者、タレントを経て、巨人コーチ）
  - 2005年11月より。「新人キャスター元木が行く!」のコーナーでデビューし、フィールドキャスター的役割を務め、2006年秋から2008年春までは毎週スタジオに出演し江川との激論バトルを繰り広げた。2008年3月末からはジャイアンツ2軍リポート専任となったが。衣装は必ずスーツを着ていた。
- 辰嶋優（ジャイアンツ2軍リポート担当、2008年3月 - 9月）

### 各種コーナー
- サヘル・ローズ（週刊男前ニュース、2007年12月 - 2008年9月）
- ゆうたろう（珍事件コーナー、ノンクレジット）

### 中継
- 森麻季
  - 2006年8月頃からスポーツコーナーのない週（ジャイアンツが成績低迷した場合が多い）などに生中継を担当する（2007年3月で『Newsリアルタイム』に移り降板）。

### ナレーション
- 郷里大輔
- 柴田秀勝
- 池水通洋
- 小野田英一
- 垂木勉
- むたあきこ
- 雨蘭咲木子
- 堀秀行
- 田中一成
- 山口奈々
- 中江真司
- 田子千尋
- 小野坂昌也 他

## 歴代コーナー

### ニュース
THE WEEKLY
タイトルに「+30」がついた頃から設置された、8時台最初のコーナー。1週間の出来事を曜日毎にVTRで簡単に振り返る。後に廃止され、冒頭から主要ニュースの特集が組まれるようになる。
1週間のニュースここに注目!
その週の主要ニュースをVTR・コメンテーターとのトークで詳説する。
（番組開始から8:30頃まではコマーシャルを約5分おきにまとめて放送し、8:30を過ぎると9:10頃までコマーシャルをほとんど打たなくなる。
THE WEEKLY 9
タイトルに「+30」がついた頃から設置された、9:00前後のコーナー。世界中の衝撃映像を取り上げる。後に廃止。
東スポで見る一週間→世界の衝撃映像&東スポで見る一週間
2008年3月16日から。東京スポーツで取り上げられた芸能・スポーツ・社会の記事を扱う。4月20日からは併せて（主として海外の）衝撃映像集も併せて取り上げられるようになり、「THE WEEKLY 9」のリメイク的な形になったが、短期で終了した。

### スポーツ
初期（中村がメインキャスターであった時期）は、日本テレビの野球解説者（堀内恒夫ら）を週替わりでコメンテーターに迎えて進行していた。
江川VS徳光 激論バトル・今週のジャイアンツ
1996年4月に放送時間が拡大し、江川がコメンテーターとして登場したのに伴い開始。その週のジャイアンツの試合（オフの場合は契約更改やキャンプ等の最新情報）を振り返り、江川が注目した点をコメント。それに対して徳光が反論する形で進行されていた。また、コーナーを進行する女性アナウンサーは毎週のように球場を訪問しており、江川・徳光の議論が盛り上がる方向に仕向けるため、「火付け女」と形容されることもあった（2007年以降進行アナウンサーが無くなったため、ロケ自体が行われることが少なくなった）。
江川が休暇を取り不在の場合（その週は『スポーツうるぐす』も休む）、やくみつるが代理として登場することが恒例となっていた。
なお、このコーナーに内包される形で、石井浩郎・川上憲伸・三澤興一の個人コーナーがあった。詳細は後述。
ジャイアンツの人気が低迷してきた2005年度以降はコーナーがリニューアル（後述）されこの名称は使われなくなったが、2008年7月より突如「江川VS徳光 激論バトル・今週のジャイアンツ2008」として復活した（「徳スポ一番!」も存続）。
スポーツ激論バトル→激論!SPORTSランキング→江川の私が正解!間違いない
ジャイアンツの人気が低迷してきた2005年度は、「激論バトル・今週のジャイアンツ」をリニューアルし、野球に限らずスポーツ全般を扱うようになった。「激論!SPORTSランキング」の時期は一週間のスポーツの注目度のランキングを紹介していた。
新人キャスター 元木大介が行く!
2005年から2006年にかけて、上記のコーナーと並行して放送。この年ジャイアンツを退団したばかりの元木大介が、プロ野球をはじめスポーツの現場を訪問していた。
今週のスポーツどんなもんじゃ!?
2006年4月 - 6月。前年縮小傾向にあったスポーツコーナーを再拡大したが、2006年6月頃に何の前触れもなく廃止された。その後、同年の野球シーズン終了まで、スポーツの話題は単発ニュース扱いとして対応していた。
- スポーツの情報：その週のスポーツ全般をVTRで振り返る。
- 元木の今週の「くせモン」：元木が選んだその週のスポーツの「クセ者プレイ」を取り上げる。
- ノムさんの今週のボヤキ：その週の楽天の野村監督のコメントを振り返る。
- 徳光の「なみだモン」：徳光が選んだその週のスポーツの感動シーンを取り上げる。
- （いちゃモン）江川の「これぞプロ」
- 今週のSHINJO劇場（北海道日本ハムファイターズの新庄剛志）
- 今週の美人アスリート
- 今週のジャイアンツ
- 今週の清原

2006年オフ - 2007年度のスポーツコーナー（激論バトルリニューアル版）
この時期のスポーツコーナーには特に名称はなかったが、事実上『激論バトル 今週のジャイアンツ』のリメイク的な形式となり、読売ジャイアンツOBの江川卓・元木大介がジャイアンツをはじめとしたスポーツの話題についてトークバトルを繰り広げていた（番組中では便宜上『激論バトル』のタイトル名で呼称された）。2007年のジャイアンツ宮崎キャンプの頃は、どういうわけかVTRの半分近くが『ぶらり途中下車の旅』のような内容と化していた。「徳スポ一番!」の開始により一旦この形式は終了している。
徳スポ一番!
2008年4月から。プロ野球に限らず一週間のスポーツの話題をVTRで振り返り、合間には「編集長」の肩書きの徳光のコメント（ナレーターが読み上げる）が挿入される。前年から行われている芸能人とのジャイアンツ戦観戦バトルも引き続き行われている。なお、プロ野球シーズン中は読売ジャイアンツの成績によって縮小されたり飛ばされたりする傾向がある。
- 美女とジャイアンツおやじ観戦バトル→千秋vs徳光観戦バトル 2007年4月 -

ジャイアンツおやじである徳光和夫・アンチ巨人の美女（女性タレント）が、球場で野球観戦しながら応援するバトルで、条件によって罰ゲーム（負けたら、相手球団のハッピ、帽子を被るなど）がある。第7戦以降は趣向が変わり、第7戦は巨人ファンの美女を迎え、アンチ巨人の男性ゲスト・2対2の形式、第8戦・2008年度第2戦は阪神ファンの美女・男性ゲストとの1対2の形式で行われた。さらに2008年度は徳光の相手が千秋に固定され、観戦試合も対阪神タイガース戦に限定された。また、2008年度第2戦は試合中継の副音声で生放送された。
- 2007年シーズン

第1戦 千秋（阪神タイガース戦、東京ドーム）●
第2戦 熊田曜子（東京ヤクルトスワローズ戦、東京ドーム）●
第3戦 宮地真緒（東京ヤクルトスワローズ戦、神宮球場）●
第4戦 磯山さやか（東京ヤクルトスワローズ戦、東京ドーム）○
第5戦 落合信子（中日ドラゴンズ戦、東京ドーム）○
第6戦 吉澤ひとみ（東北楽天ゴールデンイーグルス戦、東京ドーム）○
第7戦 山本モナ（徳光とペア…ちなみに広島県出身）VSアンガールズ（広島東洋カープ戦、東京ドーム）○
第8戦 石川梨華・松村邦洋（阪神タイガース戦、東京ドーム）●
- 2008年シーズン（相手は全て千秋、試合は全て阪神タイガース戦）

第1戦 （東京ドーム）●
第2戦 （東京ドーム）● ※千秋側にビビる大木も参戦
第3戦 （甲子園球場）○ ※現地ではなく新宿のスポーツカフェでのパブリックビューイング形式
第4戦 （東京ドーム）○ ※最終戦
新人!辰嶋優のジャイアンツ2軍応援記
2008年3月から。新人タレントの辰嶋優（本人は自身の名前を『原辰徳の「辰」、長嶋茂雄の「嶋」、優勝の「優」』と紹介するが、2008年6月22日放送で芸名ではなく本名であることが判明した）が、元木大介とともに読売ジャイアンツの二軍選手を取材する。過去に取材した選手が一軍で活躍した場合には一軍の方に乗り込むこともある。

### 芸能
週刊タカの目編集局（1996年4月 - 2004年9月）→週刊芸能・エンタの168（いろは）（2004年10月 - 2005年10月）→ザ・サンデー今週の芸能（2005年11月 - 12月）
スポーツ報知・高尾友行の解説を交えてその週の芸能ニュースを伝える。ただし「タカの目」後期と「エンタの168」前期は高尾が北海道勤務であったため、アナウンサーが一人で進行していた。
これチェック
2005年12月 - 2006年6月。芸能、スポーツ、トレンドの情報を紹介し、気になるところでは「ズバリ一言チェック」があり、芸能リポーターなどによる解説があった。クイズは、2問 - 3問で、指定された人が答える。他に、今週のアキバちゃんなどがあった。
開始当初は「クイズ芸能これチェック」として芸能のみを取り扱っていたが、2006年1月からは江川卓のスポーツコーナーの時間が短くなっていたこともあり、「クイズ芸能&SPORTSこれチェック」としてスポーツの話題も扱うようになった。2006年4月からは後述の「スポーツどんなもんじゃ!?」にスポーツの話題を任せ、「芸能&トレンドこれチェック!」として芸能とトレンド情報を扱っていたが、2006年6月18日を最後に何の前触れもなく廃止された。以降「男前ニュース」開始までは単体の芸能コーナーは存在しなかった。
使用曲は「チェックポイント」藤井一子。
週刊!男前ニュース→男前ニュースJAPAN→滝川クリサヘルの週刊!男前ニュース→週刊!男前ニュース
2007年5月20日から。様々なジャンルから男前な人や出来事をピックアップして紹介している。男前を紹介するコーナーだが、女性の話題を紹介することもある。実質的には芸能情報コーナーとしての趣が強い。コーナータイトルは2005年9月まで同局で放送されていた情報番組『@サプリッ!』の1コーナーのタイトルをそのまま流用している。
当初はコーナー専属の出演者を設けていなかったが、2007年12月末からはサヘル・ローズがコーナーの進行を行っている（滝川クリステルのそっくりさんとしての登場であったため、当初は「滝川クリサヘル」とクレジットされていた）。
また、ツートン青木（田村正和）、大山英雄（福山雅治）、ザ・ニュースペーパー（安倍晋三・小泉純一郎）、神奈月（福山雅治、小池徹平）、はなわ（東国原英夫）などお笑い芸人の登場もあるほか、HEY!たくちゃんが、有名人のアゴのまねをするコーナー（亀田興毅、井筒和幸など）が、2007年10月から放送された。
- 今週のヨン・半さま（ヨン様に似ている熊本県あさぎり町役場職員の中神さんが町を紹介する。ちなみに、ヨン・半さまの名は、徳光による）
- 今週の愚か者（今週愚かだった男たちを紹介する。）
- 藤木相元による顔相診断コーナー
- Wickyさんのワンポイント男前英会話（ズームイン!!朝!で、放送していたコーナーが13年ぶりに復活、ウィッキーさんが街の人にインビューして、男前な英会話を教える。）3回放送した。
- 今週の清原 2007年7月1日からコーナーの最後に放送。清原に動きがあったときの放送なので、不定期放送となっている。
- エリカのためしてガテン（エリカ様（前田健）が建設現場で働く男前を紹介する。）
- 3分で分かる昨日のごくせん（ドラマ『ごくせん』放送期間中のみ。前日の同番組のダイジェスト）

### その他
今週の珍事件簿→ザ・サンデー珍事件
名前の通り、思わず笑ってしまいそうな事件を数項目VTRで紹介する。初期の頃の『ザ!世界仰天ニュース』の内容に近い。当初は「今週の珍事件簿」というコーナー名であった。再現VTRには刑事課長的役どころでゆうたろうが出演しているが他の出演者とのからみが殆どない上にテロップ表示もされていない。また、「珍事件ありえない度ベスト10」として夏休み、冬休みなどに放送をする。
和夫おじさんのほのぼの紙芝居
2008年7月から。徳光が紙芝居形式で、ちょっといい話（実話）を語るコーナー。
とくせん
番組終盤（最後のCM枠の前に設置）の短いコーナー。徳光がその週の出来事のうち一つを題材にしたダジャレ川柳を披露する。コーナータイトル映像は、同局で放送されているドラマ『ごくせん』のパロディ。
子供が欲しい!ジャガー夫妻高齢出産日記
2006年からジャガー横田の夫・木下博勝がコメンテーターとして出演してから断続的に放送。5月に妊娠が発覚したジャガーの出産までの模様に密着する。2006年11月に出産。
今週のヒロイン
いろいろな分野で活躍する女性1名を注目し、VTRで紹介していた（浅田真央、安藤美姫、安田愛、片岡安祐美、石川佳純、四元奈生美、浅尾美和、池田久美子、福原愛、小林由佳、三宅宏実、絢香、鶴見虹子、千葉香織、廣田愛、浅田梨奈、長洲未来、谷亮子、栗原恵、横溝千鶴子、岡崎朋美 他）。2007年度のオープニングコーナーとして放送されていたが、12月に終了。
輪島功一の男前チャンピオン→輪島が斬る!
輪島功一が街に行き、女性にインタビューして、今週の男前に選ばれた6人の中から男前チャンピオンを決める。2007年12月末から週刊!男前ニュースの1コーナーからオープニングコーナーとなり、後に今週の注目人1人について街で女性にインタビューする「輪島が斬る」に移行したが、2008年3月以降は不定期の放送となっている。
アメリカ大統領選挙ウルトラクイズ（入門編、平成20年史前編・後編など）
ザ・ニュースペーパーがVTR出演で、進行するコーナー。
徳光の美少女対談
2007年春より不定期に実施。徳光が各界で活躍する10代・20代の女性と対談する。過去には浅田真央、福原愛、絢香が登場した。
シリーズ子供たちの未来のために
2006年10月より不定期に実施。未成年者をめぐる様々な諸問題を取材し、VTRの後コメンテーター・トークする。硬派な内容を扱うことが多く、ある意味では『サンデーモーニング』の「風を読む」的な位置づけのコーナーともいえる。番組路線の軟派化の影響もあり、殆ど行われていなかったが、2008年9月に『24時間テレビ31』の裏エピソード紹介という形で、趣こそ変わったが久々に放送された。
- 天気予報は「+30」時代以降はエンディングで行っていた（時間によっては行わない事もある）が、徳光に司会が交代して間も無い頃は8時台に放送され、系列局のお天気カメラ中継も行っていた。
- また、長嶋茂雄がジャイアンツの監督だった当時には、生電話用のコードレスフォンが置かれていたり（原辰徳の第1期監督時代も実施されていた）、長嶋を褒め称えるコーナーも不定期で放送されていた。

一時期は、読売ジャイアンツの人気低下に加え、北朝鮮問題や殺人事件等、社会的関心の高いニュースが多くなっていることから、レギュラーコーナーを控え、一つの事件に対して長時間（長いときには1時間もかける）かけて伝えることが多くなったが、晩年は再びレギュラーコーナーが増えた。

## プロ野球選手のコーナー
上記のスポーツコーナーの中で放送された。
- 拝啓、石井浩郎です（読売ジャイアンツ、千葉ロッテマリーンズ時代の石井浩郎。視聴者の反響が高かった為か、巨人退団後も引き続きコーナーが続けられる前例を作った）。
- 前略、三澤興一です（巨人、大阪近鉄バファローズ時代の三澤興一。）
- ウッス!川上憲伸ッス!!（中日の川上憲伸。巨人に在籍経験が無い選手であり、さらに日本テレビ・読売ジャイアンツの親会社である読売新聞と中日ドラゴンズの親会社である中日新聞が中部地区ではライバル関係であることを考えると、極めて異例と言える）
  - 「石井」「三澤」のコーナーは、番組ナレーターの小野田英一が本人役でナレーションを担当。「川上」のコーナーは、番組ナレーターの垂木勉が本人役でナレーションを務めた。なお『The独占サンデー』で登場した川上のパロディのパペット人形キャラ「川上犬・シン」も垂木が声を当てていた。
- THE WEEKLY 新庄（ニューヨークメッツ時代の新庄剛志。当時の番組コーナー『THE WEEKLY 9』のパロディーで、このコーナーだけは『週刊タカの目編集局』に内包）
- 今週の清原（オリックスの清原和博）
  - テーマ曲『HOLD YOUR LAST CHANCE』長渕剛

2006年度前半はほぼ毎週やっていた（ジャイアンツ関連のコーナーがなく、このコーナーはあるという週も少なくなかった）が、ケガによる欠場やチーム成績不振などで不定期放送となり、2007年度は本人が最後まで一軍出場できなかったことに加え、読売ジャイアンツの成績好調もあり放送は稀。清原本人に何らかの動きがある時に2007年7月1日より、週刊!男前ニュース内で放送されている状況であった。

## 放送時刻
すべてJST
- 1989年10月 - 1996年3月：日曜8:00 - 9:25（85分）
- 1996年4月 - 2008年9月：日曜8:00 - 9:55（115分）

正月三が日や毎年8月下旬の『24時間テレビ「愛は地球を救う」』（当時徳光が総合司会を担当）の放送日と重なる場合は休止となっていた。後者の場合はその翌週に『24時間テレビ』の舞台裏を特集していた。

## 番組タイトル
- 1989年10月 - 1992年9月：中村敦夫のザ・サンデー

- 1992年10月 - 1996年3月：ザ・サンデー

番組の司会が中村から徳光となり、「中村敦夫の－」を取る。そのため、一部マイナーチェンジを施す。
- 1996年4月 - 1999年9月：The・サンデー+30

放送時間が30分拡大。カタカナの「ザ・－」から英語の「The・－」とし、さらに「－+30」を付加し放送時間拡大を強調。ここから2005年3月までは同じテーマとアイキャッチを流用。
- 1999年10月 - 2005年3月：The・サンデー

放送時間が定着したと判断、「－+30」を取る。タイトルロゴは変えず
- 2005年4月 - 2008年9月：The・サンデー

タイトルロゴを全面的に変更し、2005年10月からオープニングで徳光によるタイトルコールを挿入。

## ネット局
| 放送対象地域   | 放送局             | 系列                          | 放送時間         | 備考                                                                        |
| -------------- | ------------------ | ----------------------------- | ---------------- | --------------------------------------------------------------------------- |
| 関東広域圏     | 日本テレビ         | 日本テレビ系列                | 日曜 8:00 - 9:55 | THE・サンデー制作局                                                         |
| 北海道         | 札幌テレビ         | 日本テレビ系列                | 日曜 8:00 - 9:55 |                                                                             |
| 青森県         | 青森放送           | 日本テレビ系列                | 日曜 8:00 - 9:55 | 1991年9月までテレビ朝日系列とのクロスネット局 1990年4月1日からネット開始    |
| 岩手県         | テレビ岩手         | 日本テレビ系列                | 日曜 8:00 - 9:55 | 1990年4月1日からネット開始                                                  |
| 宮城県         | ミヤギテレビ       | 日本テレビ系列                | 日曜 8:00 - 9:55 |                                                                             |
| 秋田県         | 秋田放送           | 日本テレビ系列                | 日曜 8:00 - 9:55 | 1990年4月1日からネット開始                                                  |
| 山形県         | 山形放送           | 日本テレビ系列                | 日曜 8:00 - 9:55 | 1993年3月までテレビ朝日系列とのクロスネット局                               |
| 福島県         | 福島中央テレビ     | 日本テレビ系列                | 日曜 8:00 - 9:55 |                                                                             |
| 山梨県         | 山梨放送           | 日本テレビ系列                | 日曜 8:00 - 9:55 |                                                                             |
| 新潟県         | テレビ新潟         | 日本テレビ系列                | 日曜 8:00 - 9:55 |                                                                             |
| 長野県         | テレビ信州         | 日本テレビ系列                | 日曜 8:00 - 9:55 | 1991年3月までテレビ朝日系列とのクロスネット局 1991年4月7日からネット開始    |
| 静岡県         | 静岡第一テレビ     | 日本テレビ系列                | 日曜 8:00 - 9:55 |                                                                             |
| 富山県         | 北日本放送         | 日本テレビ系列                | 日曜 8:00 - 9:55 | 1990年4月1日からネット開始                                                  |
| 石川県         | テレビ金沢         | 日本テレビ系列                | 日曜 8:00 - 9:55 | 1990年4月開局から 開局初日の4月1日からネット開始                            |
| 福井県         | 福井放送           | 日本テレビ系列 テレビ朝日系列 | 日曜 8:00 - 9:55 |                                                                             |
| 中京広域圏     | 中京テレビ         | 日本テレビ系列                | 日曜 8:00 - 9:55 |                                                                             |
| 近畿広域圏     | よみうりテレビ     | 日本テレビ系列                | 日曜 8:00 - 9:55 |                                                                             |
| 鳥取県・島根県 | 日本海テレビ       | 日本テレビ系列                | 日曜 8:00 - 9:55 |                                                                             |
| 広島県         | 広島テレビ         | 日本テレビ系列                | 日曜 8:00 - 9:55 |                                                                             |
| 山口県         | 山口放送           | 日本テレビ系列                | 日曜 8:00 - 9:55 | 1993年9月までテレビ朝日系列とのクロスネット局 1993年4月4日からネット開始    |
| 香川県・岡山県 | 西日本放送         | 日本テレビ系列                | 日曜 8:00 - 9:55 |                                                                             |
| 徳島県         | 四国放送           | 日本テレビ系列                | 日曜 8:00 - 9:55 |                                                                             |
| 愛媛県         | 南海放送           | 日本テレビ系列                | 日曜 8:00 - 9:55 | 1993年4月4日からネット開始                                                  |
| 高知県         | 高知放送           | 日本テレビ系列                | 日曜 8:00 - 9:55 |                                                                             |
| 福岡県         | 福岡放送           | 日本テレビ系列                | 日曜 8:00 - 9:55 |                                                                             |
| 長崎県         | 長崎国際テレビ     | 日本テレビ系列                | 日曜 8:00 - 9:55 | 1991年4月開局から 4月7日ネット開始                                          |
| 熊本県         | くまもと県民テレビ | 日本テレビ系列                | 日曜 8:00 - 9:55 |                                                                             |
| 大分県         | テレビ大分         | 日本テレビ系列 フジテレビ系列 | 日曜 8:00 - 9:55 | 1993年9月までテレビ朝日系列とのトリプルネット局 1993年10月3日からネット開始 |
| 鹿児島県       | 鹿児島読売テレビ   | 日本テレビ系列                | 日曜 8:00 - 9:55 | 1994年4月開局から 4月3日ネット開始                                          |

### 各ネット局の前番組について
- 元々はローカル編成枠だったことから、開始当初は日本テレビ系列でも一部の放送局のみネットしていた。
- なお、略称は開局当時の表記で記す。

| 放送対象地域 | 放送局     | 開始前に放送していた番組 | 備考 |
| ------------ | ---------- | --- | --- |
| 青森県       | 青森放送   | 8:00 - 8:30 遅れネット番組 8:30 - 9:00『新ビックリマン』（ABCテレビ、同時ネット） 9:00 - 9:30『あまから問答』（テレビ朝日、遅れネット）          | なお、「新ビックリマン」-「まじかるタルるートくん」の途中まで遅れネット 「あまから問答」は日曜10:30に移行。                   |
| 岩手県       | テレビ岩手 | 他系列の番組などの遅れネット番組 | |
| 秋田県       | 秋田放送   | 他系列の番組などの遅れネット番組 | 『日曜放談』（TBS、同時ネット）は1990年3月に打ち切り                                                                          |
| 富山県       | 北日本放送 | 8:00 - 8:30 『こんにちは富山県です』（自社制作） 8:30 - 9:00『日曜放談』（TBS、遅れネット） 9:00 - 9:30『兼高かおる世界の旅』（TBS、遅れネット） | 『こんにちは富山県です』は翌4月1日より9:30 - 10:00に移動。 『日曜放談』は1990年3月25日に打ち切られた後、10月にTUTへ放映権移行 |
| 大分県       | テレビ大分 | 他系列の番組などの遅れネット番組 | |
| 長野県       | テレビ信州 | 8:30 - 9:00『まじかる☆タルるートくん』（ABCテレビ、同時ネット）                                                                                  | 『まじかる☆タルるートくん』は1991年4月にABNへ放映権移行                                                                       |
| 山口県       | 山口放送   | 他系列の番組などの遅れネット番組 | |
| 愛媛県       | 南海放送   | 8:30 - 9:55『関口宏のサンデーモーニング』（TBS）                                                                                                 | 『関口宏のサンデーモーニング』はスポンサーの契約満了に伴い、1993年4月にITVへ放映権移行                                        |

- 青森放送は1991年9月までテレビ朝日系列とのクロスネット局。テレビ信州は1991年3月までテレビ朝日系列とのクロスネット局（NNS非加盟、4月にANN脱退・NNS加盟）。山口放送は1993年9月までテレビ朝日系列とのクロスネット局。テレビ大分は1993年9月までテレビ朝日系列とのトリプルネット局。但し青森放送、山口放送はクロスネット解消以前から同番組を開始している。

## 歴代エンディングテーマ
中村敦夫が司会だった頃はエンディング用の楽曲は採用せず、当時の番組テーマBGMがエンディングテーマも兼ねていた。歌入りの楽曲が採用されるようになったのは、徳光が司会に就任してからである。
- 1992年頃 「新しい朝に…」倉橋ルイ子
- 1993年頃 「さよならをするために（ニュー・ヴァージョン）」ビリー・バンバン
- 1994年頃 「あなたになりたい」篠原利佳
- 1995年頃　「Good-bye」ザ・コレクターズ
- 1995年頃（前期） 「It's a Beautiful Day」カーネーション
- 1995年頃（後期） 「シンデレラ」THE 虎舞竜
- 1996年頃 「きみを愛することで」井上昌己
- 1997年頃 「一緒だね」渡辺美里
- 1998年頃 「友達でした」Crybaby
- 1999年頃 「僕のバラード」徳永英明
- 2001年頃 「pain」belly to belly
- 2002年8月 - 10月 「FLOWER」RAMJET PULLEY
- 2002年11月 - 2003年1月 「I Love You」上原あずみ
- 2003年2月 - 4月 「君をつれて」徳永英明
- 2003年5月 - 7月 「Tenderness」BREATH
- 2003年8月 - 10月 「Ruby stars」愛内里菜
- 2003年11月 - 2004年3月 「拝啓、風上の君へ。」千綿ヒデノリ
- 2004年8月 - 9月 「君の笑顔を見ると嬉しくなる 君の涙を見ると切なくなる」高岡亜衣
- 2004年12月 - 2005年1月 「Through the sky」倖田來未
- 2005年2月 - 3月 「惜春」山本サヤカ
- 2005年4月 - 5月 「ANSWER-イチバンタダシイコタエ-」SOPHIA
- 2005年8月 - 9月 「Pajama Holiday」矢井田瞳
- 2005年10月 - 11月 「夢想」リュ・シウォン
- 2005年12月 - 2006年1月 「Shake It Up」倖田來未
- 2006年2月 - 3月 「約束」高橋瞳
- 2006年4月 - 5月 「花吹雪」柴田淳
- 2006年10月 - 11月 「Mariah」リュ・シウォン
- 2006年12月 - 2007年1月 「はじめての朝」テゴマス
- 2007年2月 - 3月 「Ramblin'」島谷ひとみ
- 2007年4月 - 5月 「会いたい」SE7EN
- 2007年6月 - 7月 「夏色夏夢」Every Little Thing
- 2007年10月 - 11月 「百恋歌」高杉さと美
- 2007年12月 - 2008年1月 「君がいるから」EXILE
- 2008年2月 - 7月 「Best Friend」BoA
- 2008年8月 - 9月 「線香花火」aiko